# Голубино (Ярославская область)
 Голубино — деревня на территории Покровской сельской администрации Покровского сельского поселения Рыбинского района Ярославской области .
Деревня расположена на удалении около 4 км от автомобильной дороге Р104 на участке Углич-Рыбинск, на юго-восток от расположенной на дороге деревни Дурдино. Деревня расположена в окружении лесов, на берегу правого притока реки Коровки, который на современных топокартах не назван, а на картах ГПМ конца XVIII века назван Кормицей. Русло речки углублено мелиоративными работами, по нему осуществляется сброс вод из расположенного южнее обширного болота Великий Мох.
Проселочная дорога от Дурдино на Голубино на расстоянии около 2 км проходит через две близко расположенные деревни Коржавино и Пчелье, ещё через километр переходит на правый берег указанной речки, а ещё через километр выходит на Голубино. Далее эта дорога поворачивает на восток, проходит через урочище Кликуново и примерно через 5 км выходит в долину реки Черёмухи около деревни Прокунино. На юго-запад от Голубино примерно в 1 км расположенные парно деревни Большое и Малое Заболотье. На восток от деревни примерно на 5 км ненаселенный лес, а далее относительно густонаселённая долина Черёмухи с центром в селе Сретенье .
На 1 января 2007 года в деревне постоянного населения не было..
Транспортная связь через деревню Дурдино, оттуда автобус связывает деревню с Рыбинском, Мышкиным и Угличем. Администрация сельского поселения и центр врача общей практики находится в посёлке Искра Октября, почтовое отделение в селе Покров (оба по дороге в сторону Рыбинска).